# Гаджет и Гаджетины
«Га́джет и Гаджети́ны» (англ. Gadget and the Gadgetinis; фр. Gadget et les Gadgetinis) — телевизионный мультсериал совместного производства США и Франции, созданный DiC Entertainment и Haim Saban’s SIP Animation и выпущенный в 2002—2003 гг. Создателями проекта выступили Бруно Бьянки и Жан Шалопен, который также известен в качестве одного из создателей мультсериала «Вуншпунш».
Мультсериал был выпущен в двух основных версиях: английской (для США) и французской (для Франции). Главная особенность, определяющая различия между версиями, заключается во вступительной заставке, которая в английской и французской версиях различалась кардинально. Если музыкальная тема во французской версии очень похожа на музыкальную тему заставки оригинального мультсериала про Гаджета 1980-х гг., то для английской версии была создана совершенно новая музыкальная тема, ставшая не менее известной, чем оригинальная.   
Российская версия мультсериала была создана на основе английской, поскольку она, в отличие от французской, была изначально предназначена для международного показа. В первой версии дубляжа для песни в заставке был сделан полный литературный перевод. Однако для второй версии песню по неизвестным причинам переводить не стали, сохранив оригинальную английскую звуковую дорожку, но в конце песни актёр дубляжа Гаджета Владимир Герасимов в качестве диктора всегда озвучивал название мультсериала и текущей серии, тогда как в первой версии в качестве диктора информацию озвучивал Никита Прозоровский, актёр дубляжа полковника Ноззера.  
Является спин-оффом оригинального мультсериала про Гаджета. 
Включает 52 серии и состоит из двух сезонов по 26 серий в каждом. 
Мультсериал в настоящий момент является собственностью DHX Media, как и большая часть библиотеки DiC.
Премьера мультсериала в США состоялась в 2002 году на канале Fox Kids. 
В России мультсериал транслировался на каналах СТС и Jetix.
В 2004 году в США и странах Европы (Великобритания, Франция, Италия, Германия, Испания и Нидерланды) на PC и PlayStation 2 вышла одноимённая компьютерная игра в жанре приключенческого боевика с элементами платформера по мотивам мультсериала, разработанная французской студией Eko Software. Для выпуска игры в России проект был локализован компанией «Руссобит-М». В озвучке персонажей игры выступили те же актёры, которые озвучили своих персонажей в мультсериале, включая Владимира Герасимова в роли лейтенанта Гаджета, Елену Чебатуркину в роли Пэнни и Александра Новикова в роли полковника Ноззера.

## Описание
Будучи завербован международной миротворческой организацией, называющейся Мировая Организация Больших Полномочий (МОБП), лейтенант Гаджет (повышенный из своего прежнего звания инспектора) борется с преступностью при помощи двух механических ассистентов, называющихся Гаджетины, которые являются уменьшенными механическими копиями инспектора, созданными Пенни (так как Брейн ушёл в отставку), и которые становятся непреднамеренными жертвами неуклюжести Гаджета.

## Создание
Создатели «Инспектора Гаджета» воссоединились для создания этого сериала. Энди Хейворд был инициатором концепции и одним из исполнительных продюсеров; Жан Шалопен создал и разработал шоу и написал сценарий каждого эпизода; Бруно Бьянки отвечал за руководство и производство серий. «Гаджет и Гаджетины» используют оригинальный персонаж невежественного Гаджета, пытающегося бороться с преступностью.
В то время как Брейн и шеф Куимби почти не появляются в мультсериале, в доме Гаджета стоит фотография с ними. Каждый также появляется в качестве камео в одном эпизоде. Брейн появляется в эпизоде 36, «Не Брейн», который показывает, что он был травмирован после многих лет, когда Гаджет принимал его за агентов ПСИХ, отошёл от борьбы с преступностью и стал жить в доме у реки, местонахождение которого знает только Пенни. Простого упоминания слова «гаджет» достаточно, чтобы сделать его бешеным. Шеф Куимби появляется в эпизоде 45, «Супербосс Гаджет». Оба они появляются на телевидении в эпизоде «Слишком много Гаджетов».
Морис Ла Марш продолжает озвучивать Гаджета, равно как и Брайан Драммонд (Доктор Кло) и Теган Мосс (Пенни). Жан Мишель Гирао создал музыкальную тему и главную песню для англоговорящих. Однако в Канаде и Франции песни для «Гаджета и Гаджетинов» явно отличались: французская версия, составленная Ноам Канел и Дэвидом Ведантом, звучала очень близко к оригинальному «Инспектору Гаджету» и в самом деле была основана на оригинальной заставке.

## Персонажи

### Основные персонажи
Лейтенант Гаджет
- Служа лейтенантом в МОБП, Гаджет остаётся киборгом, знакомым нам по мультсериалу 1983 года, но приобретает несколько новых гаджетов. Обычно не замечает вмешательства ПСИХ в его миссии, и злобные планы доктора Кло бывают сорваны случайно. Внешность Гаджета отличается от оригинального мультсериала: костюм и шляпа ярко-серые, перчатки жёлтые, галстук и брюки голубые, а сам он выглядит младше. Во многих сериях он носит зелёные солнцезащитные очки. Озвучен Морисом Ла Маршем.

Гаджетины
- Фиджет и Диджит — два миниатюрных робота, которых создала Пенни по образу и подобию Гаджета. Они часто помогают Гаджету в его миссиях и служат его гаджетами и устройствами, включая видеосвязь с окружающими. Пенни создала их после того, как Брейн сбежал. Фиджет более пуглив, чем его напарник, и имеет оранжевую окраску. Он делает такие вещи, которые не под силу роботам, например, чувствует боль или чихает. Диджит, имеющий голубую окраску, умнее и саркастичнее, главный среди Гаджетинов. Он часто напоминает Фиджету, что он — робот, когда тот начинает делать вещи, которые не под силу роботам.

Пенни
- Пенни — двенадцатилетняя племянница Гаджета, которая создала Гаджетинов. После получения Гаджетом нового задания она связывается с Гаджетинами, чтобы давать им советы и сообщать информацию. Обычно пользуется своим ноутбуком и прочими высокими технологиями, в том числе компьютерной книгой и видеонаблюдением. Она не отличается от себя в оригинальном мультсериале (в том числе причёской с косичками), за исключением того, что у неё более кроткий характер. Озвучена Теган Мосс.

Полковник Ноззер
- Полковник Ноззер — бывший член Французского Иностранного Легиона и новый начальник Гаджета. Ноззер ненавидит Гаджета за то, что тот постоянно наносит ему вред и/или устраивает беспорядок в его офисе. Ноззер постоянно пытается сам участвовать в миссиях, но только попадает в плен к ПСИХ или оказывается ранен в результате некомпетентности Гаджета.

Генерал Сэр
- Генерал Сэр — лидер МОБП, даёт задания Гаджету. Он не замечает некомпетентности Гаджета и ставит его выше Ноззера.

Доктор Кло
- Доктор Кло — главный злодей. В отличие от оригинального мультсериала, иногда показывают его ноги и торс, а его перчатки золотые с чёрными суставами и логотипом ПСИХ. В серии про кардинально изменившуюся погоду он на несколько секунд показывается полностью, но при этом его лица (кроме светящихся жёлтых глаз) не видно, так как он в этот момент в маске-шлеме. «Преступный фанатик», которого рано или поздно настигнет возмездие. Озвучен Брайаном Драммондом.

### Второстепенные персонажи
Брейн
- Брейн — пёс Гаджета. После нескольких лет, когда Гаджет принимал его за агента ПСИХ и пытался задержать его, Брейн начал бояться при звуке имени Гаджета и сбежал от него на берег озера.

Шеф Куимби
- Шеф Куимби — старый начальник Гаджета. Является осведомителем генерала Сэра в Загадочном разведывательном управлении (пародия на реально существующее Центральное разведывательное управление). Он использует самоуничтожающиеся записки, как и раньше.

Мэриленд Кло
- Мэриленд Кло — мать Кло и Тхо и бабушка Вильяма. Она встретила отца Кло в тюрьме в тот самый день, когда познакомились родители Гаджета. Она имеет большое влияние на Кло, даже пыталась остановить его в его злодеяниях. Как и у её сына, показывается только правая рука. Но в серии «Стереть Гаджета», когда Гаджет путешествует во времени, показывают её лицо.

## Русский дубляж
Роли дублировали:
- Александр Котов — Гаджет/Генерал Сэр (1 сезон)
- Владимир Герасимов — Гаджет (некоторые эпизоды)/Генерал Сэр (2 сезон)
- Елена Чебатуркина-Греб — Пенни, Диджит (1 сезон), Фиджет (2 сезон)
- Михаил Тихонов — Диджит (2 сезон)
- Александр Комлев — Фиджет (1 сезон)
- Никита Прозоровский — Полковник Ноззер, Доктор Кло
- Александр Новиков — Полковник Ноззер, Доктор Кло (некоторые эпизоды)